# Mirlan Mursajew
Mirlan Mursajew (russisch Мирлан Мурзаев, englisch Mirlan Murzaev; * 29. März 1990 in Kotschkor-Ata, Kirgisische SSR, UdSSR) ist ein kirgisischer Fußballspieler.

## Karriere

### Verein
Mursajew begann mit dem Fußballspielen in seiner Heimat in Kirgisistan. Er spielte drei Jahre beim Hauptstadtklub und kirgisischen Rekordmeister FK Dordoi Bischkek.
Nach einem kurzen Aufenthalt in der ersten russischen Liga bei der Reserve von Lokomotive Moskau wechselte er in die höchste Spielklasse nach Israel zu Hapoel Petach Tikwa. Jedoch stieg der Verein am Ende der Saison ab, sodass Mursajew wieder zurück zu seinem ehemaligen Verein FK Dordoi Bischkek kehrte. Hier hat er international in sieben Spielen sieben Treffer erzielt.
Zur Winterpause 2013/14 verließ er seine Heimat erneut und wechselte in die Türkei zu Denizlispor. Seinen ersten Profieinsatz in der Liga hatte er bereits vier Tage nach seinem bekannt gewordenen Wechsel gegen Balıkesirspor.

### Nationalmannschaft
Seit 2009 ist Mursajew für die kirgisische Fußballnationalmannschaft aktiv. Am 11. Juni 2021 löste er mit drei Toren beim 8:1-Rekordsieg in der WM-Qualifikation gegen Myanmar Anton Semljanuchin als kirgisischen Rekordtorschützen ab.